# École Polytechnique (Montréal)

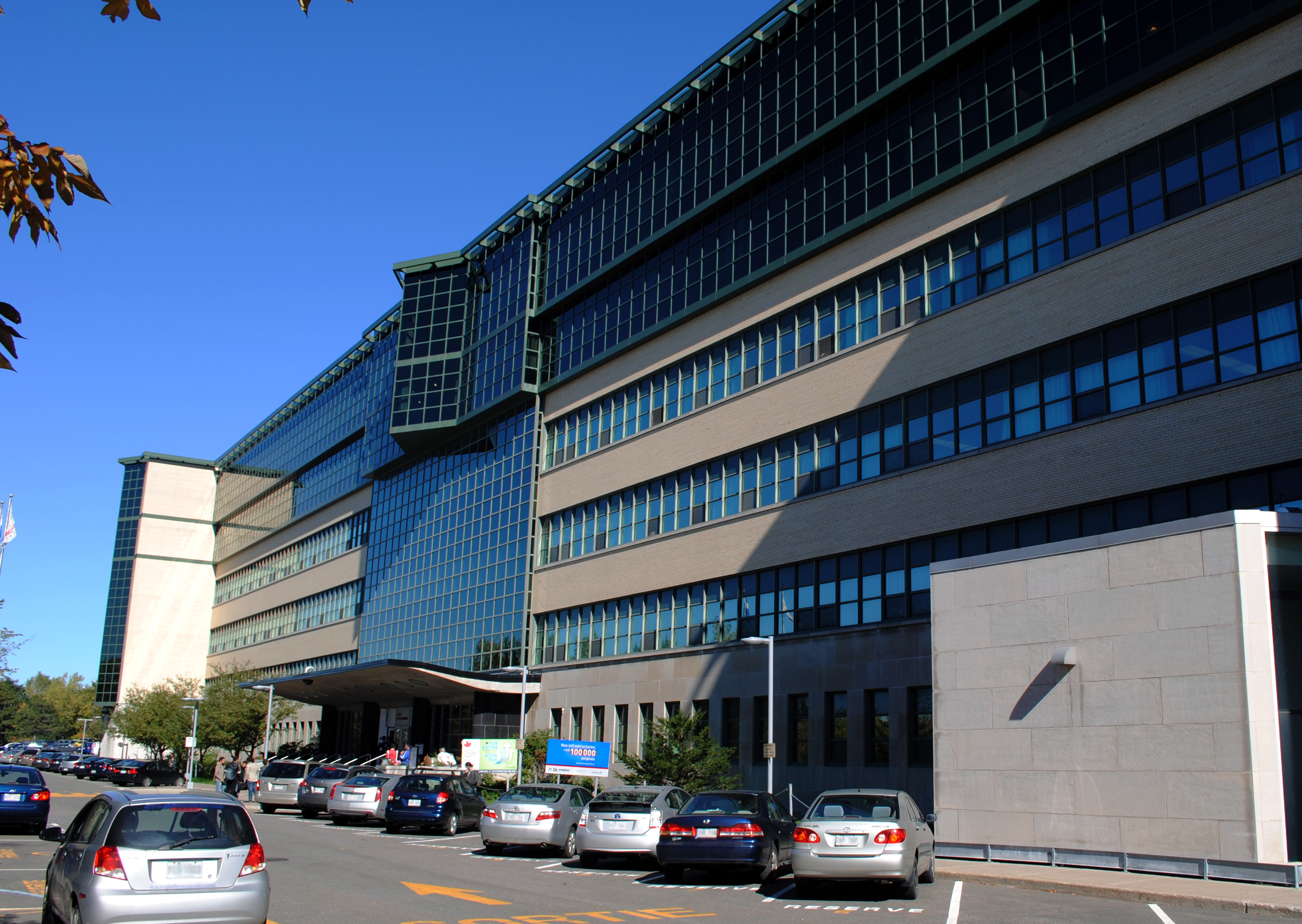
Hoofdgebouw van de École Polytechnique de Montréal

De École Polytechnique de Montréal is een instelling voor hoger onderwijs in de stad Montréal, in de Canadese provincie Québec. De École Polytechnique is te vergelijken met een technische universiteit in Nederland, en met Écoles polytechniques in steden als Parijs en Lausanne. De École Polytechnique is gelieerd aan de Universiteit van Montréal. De twee instituten delen een grote campus in de wijk Côte-des-Neiges te Montréal.
De École Polytechnique is opgericht in 1873. In 2010 telde hij 220 docenten, 150 onderzoekers en ruim 6000 studenten, en is daarmee de grootse polytechnische school in Québec, en een van de drie grootste in Canada. In 2005 was ongeveer een kwart van de studenten vrouw.
Het huidige hoofdgebouw dateert uit 1958, en is ingrijpend verbouwd en vergroot in 1975 en 1989. In 2005 werd het Pavillon Lassonde geopend, om plaats te bieden aan de faculteiten elektrotechniek en informatica, en aan de bibliotheek.
Het is het eerste onderwijsgebouw in Québec dat gecertificeerd is als "duurzaam gebouw", en is deels voorzien van een groen dak.
Twee andere gebouwen, Pavillon André-Aisenstadt en Pavillon J.-Armand-Bombardier herbergen delen van de École Polytechnique.